# 維克多·迪爾巴
維克多·路易·呂西安·迪爾巴（法語：Victor Louis Lucien d'Urbal；1858年11月15日—1943年1月29日），是一位法國陸軍將領，在第一次世界大戰前期西線戰場擔任要職，指揮第二次及第三次阿圖瓦戰役。
迪爾巴在1878年畢業於聖西爾軍校，加入軍隊於1911年晉升為旅級將軍。第一次世界大戰爆發後，他的軍階迅速提升，於10月20日成為比利時分遣隊司令，然後於11月16日被任命為第八軍團司令。1915年4月2日，迪爾巴被任命為第十軍團司令，指揮該年夏季的第二次阿圖瓦戰役及秋季的第三次阿圖瓦戰役。之後，他退出一線指揮，成為軍區騎兵督察，然後於1920年退役。